# Suomen Hiihtoliitto

Logo des Finnischen Skiverbandes

Der Suomen Hiihtoliitto ist der finnische Skiverband mit Sitz in Helsinki und Lahti. Er ist Mitglied der FIS und repräsentiert dort für Finnland die Disziplinen Skilanglauf, Skispringen und Nordische Kombination. Die Sektionen Ski Alpin und Freestyle-Skiing sind im Verband Ski Sport Finland zusammengeführt.

## Geschichte
Der Verband wurde 1908 unter dem Namen Liitto Suomen hiihtourheilun edistämiseksi gegründet. Erster Vorsitzender war Lennart Munck Af Flukila. Seinen heutigen Namen bekam der Verband 1931. Amtierender Vorsitzender ist seit 2009 Matti Sundberg.
Der Verband richtet die nationalen Meisterschaften im Skispringen, Skilanglauf sowie der Nordischen Kombination aus.

## Vorsitzende
- 1908–1911 Lennart Munck Af Flukila
- 1911–1912 Artur Antman
- 1912–1913 Eino Saastamoinen
- 1914–1915 Frans Ilander
- 1915–1931 Toivo Aro
- 1931 Armas Palmros
- 1931–1937 Juho Hillo
- 1937–1941 Tauno Aarre
- 1941–1942 Kalle Vierto
- 1942 Armas Palamaa
- 1942–1954 Yrjö Kaloniemi
- 1954–1960 Akseli Kaskela
- 1960–1967 Ali Koskimaa
- 1967–1985 Hannu Koskivuori
- 1986–1989 Matti Autio
- 1990–1995 Eino Petäjäniemi
- 1996–2000 Esko Aho
- 2000–2002 Paavo M. Petäjä
- 2003–2004 Seppo Rehunen
- 2005–2009 Jaakko Holkeri
- seit 2009 Matti Sundberg